# ليوبولد السادس دوق النمسا
ليوبولد السادس (15 أكتوبر 1176 - 28 يوليو 1230)، المعروف باسم ليوبولد المجبل، كان دوق ستيريا منذ عام 1194 ودوق النمسا منذ عام 1198 حتى وفاته عام 1230، هو عضوًا في أسرة بابنبرغ.

## سيرته الذاتية
كان ليوبولد السادس الابن الأصغر للدوق ليوبولد الخامس وزوجته هيلينا المجرية (ابنة غيزا الثاني ملك المجر ويوفروسين الكييفية). كان مخطوبًا إلى امرأة قبرصية في عام 1193 التي يعتقد أنها وريثة إسحاق كومنينوس، لكن الزواج لم يتم.
مع انتهاك لأحكام ميثاق جورجينبيرج، تم تقسيم أراضي بابنبرغ بعد وفاة ليوبولد الخامس: مُنح لشقيقه الأكبر فريدرش الأول، دوقية النمسا (المقابلة تقريبًا للنمسا السفلى الحديثة والنمسا العليا الشرقية)، بينما أصبح هو دوق ستيريا، توحدت الدوقيات تحت حكمه عندما توفي فريدرش بعد أربع سنوات دون أبناء.
شارك ليوبولد السادس في حروب الاسترداد (سقوط الأندلس) في إسبانيا وفي حملتين صليبيتين: الحملة الصليبية على الكثار في عام 1212 والحملة الصليبية الخامسة الفاشلة منذ عام 1217 حتى عام 1221، وحاول تطوير الأرض من خلال تأسيس الأديرة مثلما فعل أسلافه، كانت أهم المناطق التي أسسها مدينة ليلينفيلد في وادي النمسا السفلى على نهر ترايسين، حيث دفن بعد وفاته، بالإضافة إلى ذلك أيد الرهبان المتسولين من الجماعات الفرنسيسكانية والدومينيكانية الحديثة، رفع إينس إلى مرتبة مدينة في عام 1212، وفيينا في عام 1221، والتي تضاعف إقليمها تقريبًا.
في ظل حكمه بدأ الفن القوطي وصوله إلى النمسا -يُعرف مبنى كابيلا سبيسيوزا في مقر إقامته المؤقت في كلوسترنوبرغ بأنه أول مبنى تأثر بالنمط القوطي في منطقة الدانوب- أُعيد إعماره لاحقًا في حدائق قصر لاكسنبورغ.
تيعرف بلاطه بأنها مركز المغنين الغزليين، فمثلًا كان فالتر فون در فوغلفايدي ونيدهارت فون ريوينتال وألريتش فون ليكتينستين نشطين هناك، بالإضافة إلى ذلك قد تكون قصيدة نيبيلانجين ليد كتبت في بلاطه.
وصلت النمسا البابنبرغية إلى أوج هيبتها تحت حكمه، الدليل على ذلك زواجه من الأميرة البيزنطية ثيودورا أنجلينا ومحاولته حول إنهاء حرب المفاتيح من خلال التواسط بين الإمبراطور الروماني المقدس فريدرش الثاني والبابا غريغوري التاسع، هذا ما كان يعمل عليه عندما توفي عام 1230 في سان جرمانو.

## أطفاله
أنجب ليوبولد وثيودورا أنجلينا كل من:
1. مارغريت دوقة النمسا (1204 - 29 أكتوبر 1266)، تزوجت أولا من هاينريش الابن الأكبر لإمبراطور الروماني المقدس فريدرش الثاني ووريثه المفترض، ثم بعد وفاته تزوجت أوتوكار الثاني ملك بوهيميا.
2. أغنيس (19 فبراير 1205 - 29 أغسطس 1226)، تزوجت ألبرت الأول، دوق ساكسونيا.[10]
3. ليوبولد (1207 - 1216)؛ الذي توفي عندما تسلق شجرة وسقط منها في كلوسترنوبرغ.
4. هاينريش الثاني دوق مودلينغ (1208 - 28 نوفمبر 1228)؛ تزوج أغنيس من تورينغن؛ وكانت ابنتهما الوحيدة، غيرتروديس، الوريثة المفترضة لعائلة بابنبرغ بعد وفاة عمها.
5. غيرترود (1210 - 1241)، تزوجت هنري راسبي، الحامل لقب لاندغراف تورينغيا.
6. فريدرش الثاني، دوق النمسا (25 أبريل 1211 - 15 يونيو 1246).[11]
7. كونستانتيا (6 أبريل 1212 - 5 يونيو 1243)، تزوجت هاينريش الثالث مرغريف مايسن.